# 小行星2972
小行星2972（2972 Niilo）是一颗围绕太阳公转的小行星。1939年10月7日，爾約·維薩拉在图尔库发现了此天体。
該小行星以維薩拉的曾孫尼洛·安塞爾米·維薩拉（Niilo Anselmi Väisälä）命名。
这颗小行星的绝对星等为139.2897464035136等。